# Jacopo Vignola
Jacopo Barozzi da Vignola, comunament anomenat Il Vignola (Vignola, 1 d'octubre de 1507 - Roma, 7 de juliol de 1573), va ser un arquitecte i tractadista italià. Es va formar com a pintor a Emilia; aviat es va dedicar a l'arquitectura, activitat en la qual es va veure influït pel Tractat de Sebastiano Serlio i la tradició renaixentista. Després d'un breu període a Roma, durant el qual va estudiar els monuments antics, va ser a Fontainebleau, a França, i després va tornar un altre cop a Bolonya, on entre altres projectes executats realitza la façana de Sant Petroni.

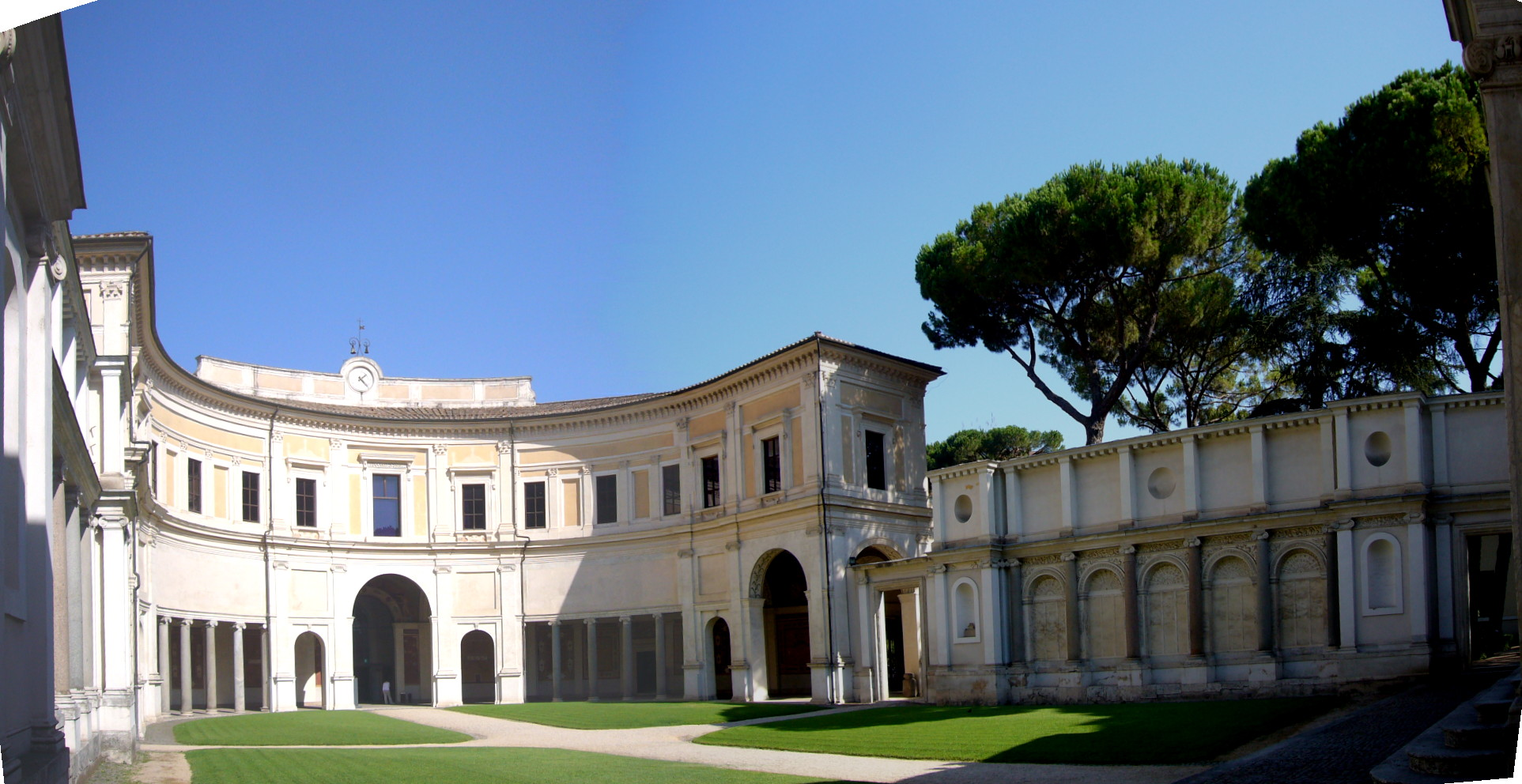
Vignola. Vil·la Giulia

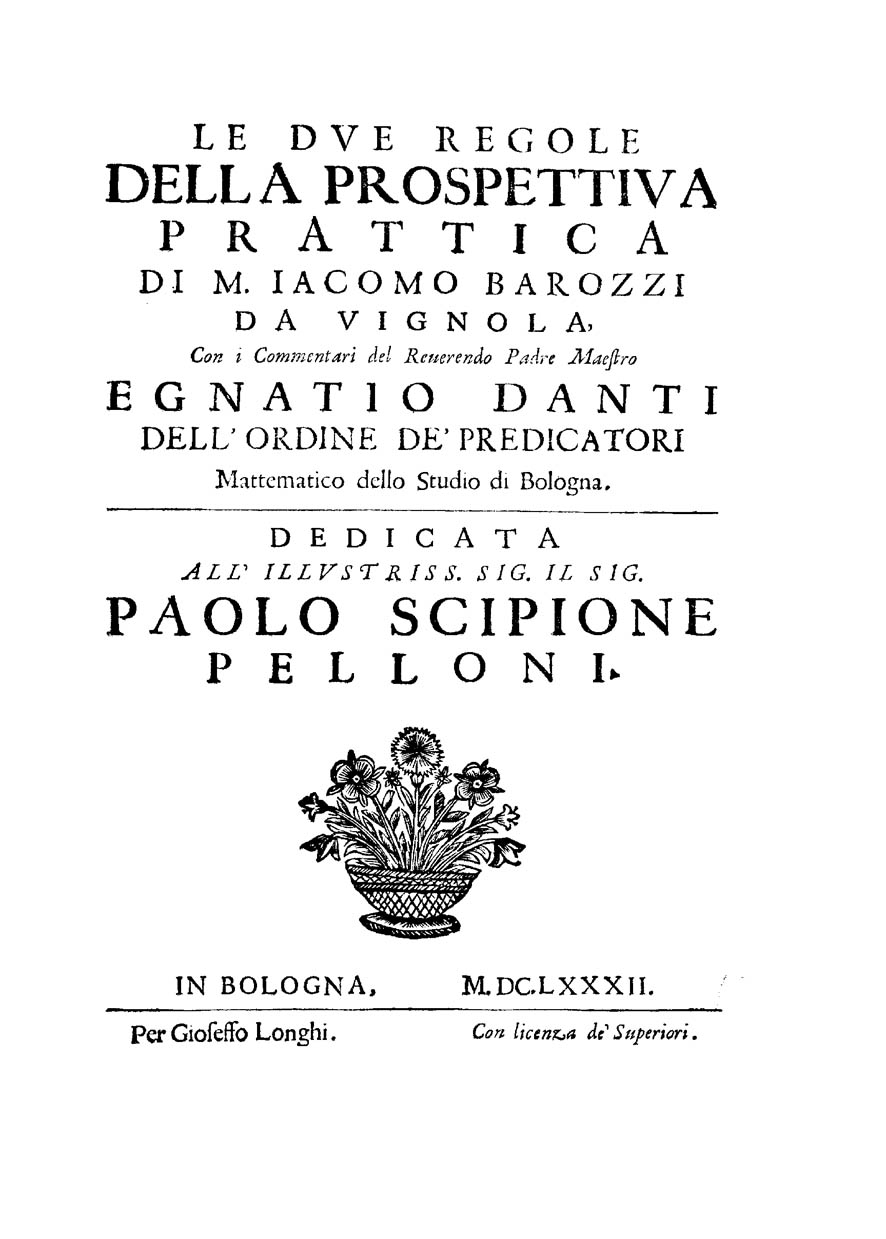
Le due regole della prospettiva prattica, 1682

Finalment es va traslladar a Roma, on es va convertir en l'arquitecte dels Farnese, i després de la mort de Miquel Àngel, el 1564, va assumir el càrrec d'arquitecte principal de la basílica de Sant Pere del Vaticà. Per al papa Juli III, va treballar en Villa Giulia (1550), reelaborant els projectes anteriors.

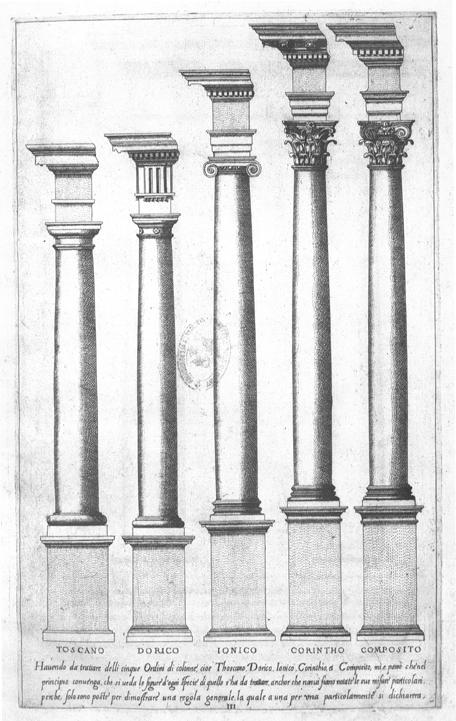
Els cinc ordres d'arquitectura segons Vignola

Vignola escriu el 1562 el tractat Regles dels cinc ordres d'arquitectura, que ha estat objecte de traducció a nombrosos idiomes, àmpliament distribuït per Europa, ha constituït un autèntic vademècum per a estudiosos i projectistes d'edificis d'estil clàssic fins al segle xix. Compendia els cinc ordres arquitectònics dissecats en totes les seves parts, perfectament modulats i traçats. Es basa en l'obra de Vitruvi i en les construccions romanes que ell mateix va poder estudiar.
Une altre tractat important sobre la perspectiva, Les dues regles de perspectiva pràctica, es va publicar pòstumament el 1583 per Ignazio Danti.

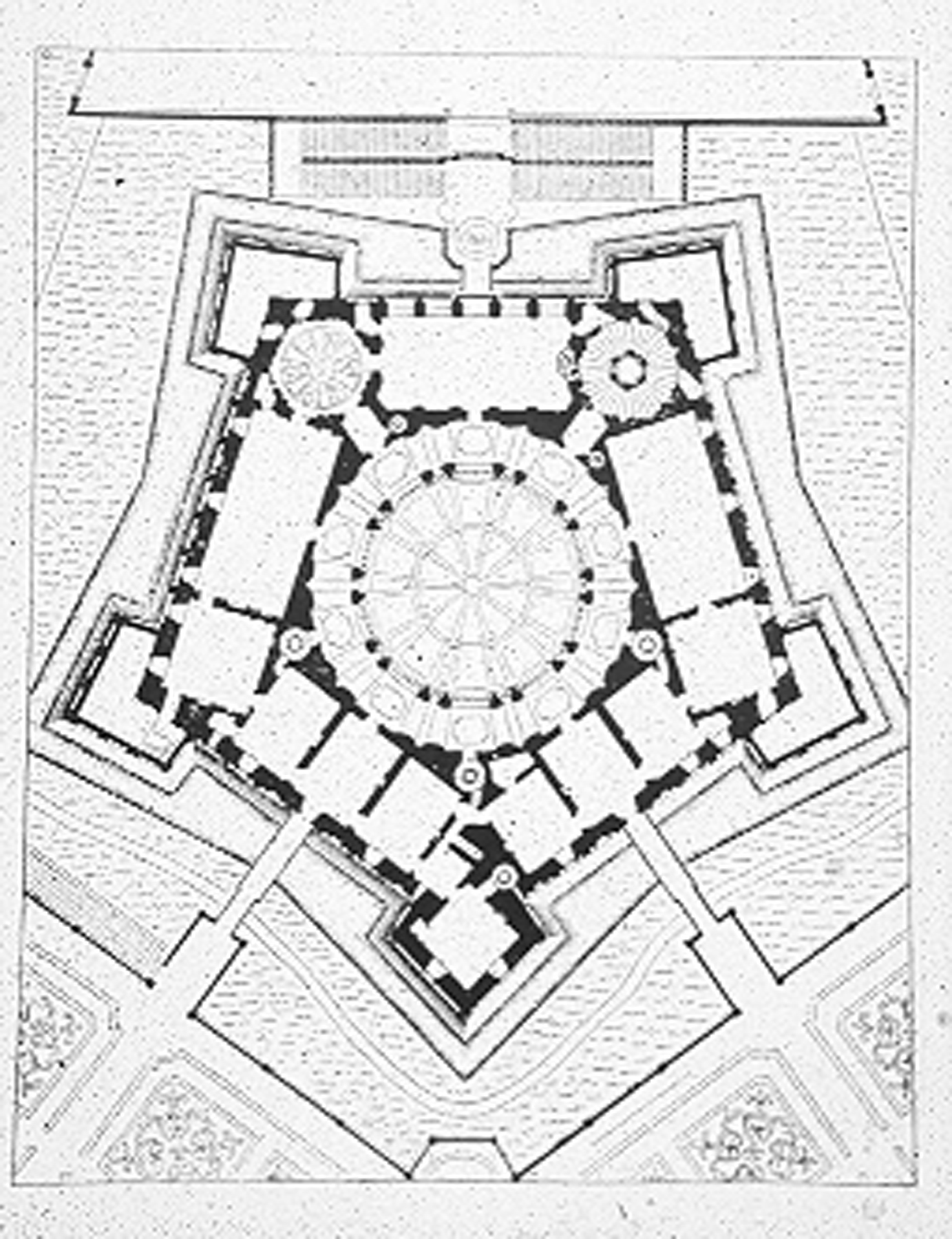
Vignola. Planta del palau Farnese. Caprarola

Va ser l'arquitecte dels Farnese i va participar en el projecte de Vila Julia el 1550, en col·laboració amb Giorgio Vasari i Bartolomeo Ammannati i en la vil·la Farnese de Caprarola (a prop de Viterbo), el 1559, obra mestra de l'arquitectura manierista. Es tracta d'un edifici de planta pentagonal i pati interior circular, on va crear un conjunt en el qual es combina la construcció d'edificis amb el disseny de jardins. Per a Octavi Farnese i Margarida de Parma, ducs de Parma i Piacenza, va començar la colossal i inconclusa residència dels ducs de Piacenza.
Va continuar també el projecte inacabat de Miquel Àngel de l'església del Gesù, que va suposar el nou model d'església inspirat tant en els ideals de la Contrareforma com en l'esperit dels nous ordes religiosos. Aquest model va ser l'església del Gesù, de Roma, l'enclavament fonamental dels jesuïtes, un projecte que va ser adoptat per la immensa majoria dels països catòlics. Aquesta església és d'una sola nau de gairebé divuit metres de llum, coberta per volta de canó sobre pilastres aparellades i il·luminada per llunetes obertes en la mateixa volta. El transsepte no sobresurt lateralment.
Jacopo Vignola es va morir el 1573 i va ser enterrat al panteó de Roma.